# Chamaechaenactis
Chamaechaenactis é um género botânico pertencente à família Asteraceae.